# Donje Obuljeno
Donje Obuljeno falu Horvátországban, Dubrovnik-Neretva megyében. Közigazgatásilag Dubrovnik községhez tartozik. 

## Fekvése
A Dubrovnik városától légvonalban 2, közúton 7 km-re északkeletre a Dubrovniki tengermelléken, Nova Mokošica alatt, a Rijeka Dubrovačka északi partján fekszik. Mára már teljesen egybeolvadt Nova Mokošicával, de hivatalosan ma is önálló település.

## Története
A horvátok ősei a 7. században érkeztek Dalmáciába és csakhamar megalapították első településeiket. Ezek elsőként a termékeny mező melletti, ivóvízzel rendelkező helyeken alakultak ki. A térség 1399-ben lett a Raguzai Köztársaság része. A mokošicai Urunk mennybemeneteléről elnevezett plébániát, melyhez a település is tartozik 1769-ben alapították az Ombla-patak torkolatánál. A Raguzai Köztársaság bukása után 1806-ban Dalmáciával együtt ez a térség is a köztársaságot legyőző franciák uralma alá került, de Napóleon bukása után 1815-ben a berlini kongresszus Dalmáciával együtt a Habsburgoknak ítélte. Donje és Gornje Obuljenonak együttesen 1857-ben 209, 1910-ben 173 lakosa volt. 1918-ban az új szerb-horvát-szlovén állam, majd később Jugoszlávia része lett. Az 1980-as évek elején elkezdődött Nova Mokošica építése, mellyel Donje Obuljeno fokozatosan összeépült.
A délszláv háború során 1991. október 1-jén kezdődött a jugoszláv hadsereg (JNA) támadása a Dubrovniki tengermellék ellen, majd súlyos harcok után még októberben megszállta a települést. A házakat kirabolták, majd felgyújtották. A lakosság elmenekült, így a település 1992. májusáig lényegében lakatlan maradt. A horvát hadsereg a slanoi felszabadító hadművelet során 1992. május 26-án verte ki a JNA egységeit a településről és környékéről. A háború után rögtön elkezdődött az újjáépítés. A településnek 2011-ben 210 lakosa volt, akik főként turizmussal és halászattal foglalkoztak. 

## Népesség
| Lakosság változása | Lakosság változása | Lakosság változása | Lakosság változása | Lakosság változása | Lakosság változása | Lakosság változása | Lakosság változása | Lakosság változása | Lakosság változása | Lakosság változása | Lakosság változása | Lakosság változása | Lakosság változása | Lakosság változása | Lakosság változása |
| ------------------ | ------------------ | ------------------ | ------------------ | ------------------ | ------------------ | ------------------ | ------------------ | ------------------ | ------------------ | ------------------ | ------------------ | ------------------ | ------------------ | ------------------ | ------------------ |
| 1857               | 1869               | 1880               | 1890               | 1900               | 1910               | 1921               | 1931               | 1948               | 1953               | 1961               | 1971               | 1981               | 1991               | 2001               | 2011               |
| 209                | 205                | 177                | 168                | 150                | 173                | 157                | 152                | 139                | 146                | 135                | 138                | 0                  | 0                  | 181                | 210                |

(1981-ben és 1991-ben lakosságát Dubrovnikhoz számították. 1971-ig Obuljeno néven Gornje Obuljenoval egységes települést képezett.)

## Nevezetességei
Obuljenoban, a Rijeka dubrovačka partján található a Gučetić–Lazarević–Zbutega-nyaraló. Egy téglalap alaprajzú, kőépület, mely belül három részből áll, a falak mentén épített lépcsőkkel, gazdag kő építészeti elemekkel, dekoratív épületdíszekkel, a reneszánsz morfológiai jegyekkel, kőbútorokkal berendezett kertekkel körülvéve, melyek a komplexumot a dubrovniki környéki építészet egyik legreprezentatívabb példájává teszi. Klement Gučetić 1575-ben a kőfaragási munkákat Jakov Pavlović korčulai kőfaragóra bízta.  Az építési munkák hat évig tartottak.
Ugyancsak védett a Zamanga-nyaraló épülete  a Rijeka dubrovačka partján. A komplexum a nyaralóházból, egy kápolnából és egy kőkerítéssel körülvett kertből áll. A nyaraló négyszögletes alaprajzú. Az Egészségadó Boldogasszony kápolna, háromkaréjos elülső oromzata a 16. század végére nyúlik vissza, és térbeli és diszpozicionális jellemzői, építési stílusa és a kőszobrászat minősége szerint a Dubrovnik környéki építészet egyik értékes példája.

## Gazdaság
A helyi lakosság legnagyobb része turizmussal és halászattal foglalkozik.